# Temporada 2004 del Campeonato de Galicia de Rally
La temporada 2004 fue la edición 26º del Campeonato de Galicia de Rally. Estaba compuesta por ocho pruebas, comenzando el 28 de marzo en el Rally do Cocido y finalizando el 18 de diciembre en el Rally de San Froilán.

## Calendario
| N.º | Fecha              | Rally                          | Resultados |
| --- | ------------------ | ------------------------------ | ---------- |
| 1   | 28 de marzo        | 9.º Rali do Cocido             | Resultados |
| 2   | 18 de abril        | 20.º Rallye Ría de Noia        | Resultados |
| 3   | 2 de mayo          | 1.º Rally Salón Automóvil Vigo | Resultados |
| 4   | 16 de mayo         | 13.º Rally do Albariño         | Resultados |
| 5   | 11-13 de julio     | 17.º Rally Narón               | Resultados |
| 6   | 3 de octubre       | 1.º Rally Ourense-Baixa Limia  | Resultados |
| 7   | 14 de noviembre    | 17.º Rally Botafumeiro         | Resultados |
| 8   | 17-18 de diciembre | 26.º Rally San Froilán         | Resultados |

## Clasificación final

### Campeonato de pilotos
| Pos. | Piloto                    | 1 COC | 2 NOI | 3 VIG | 4 ALB | 5 CDN | 6 OUR | 7 BOT | 8 FRO | Pts  |
| ---- | ------------------------- | ----- | ----- | ----- | ----- | ----- | ----- | ----- | ----- | ---- |
| 1.   | Manuel Senra              | 3     | Ret   |       | 1     | 1     | 1     | 1     |       | 1043 |
| 2.   | «Bamarti»                 | 2     | 2     |       | 2     | 2     | 2     | Ret   |       | 990  |
| 3.   | Antonio Villar            | 1     | 1     | 1     | Ret   | 3     | Ret   | 2     |       | 967  |
| 4.   | Luis Penido               | 5     | 3     | 4     | 4     | Ret   | 3     | Ret   | 8     | 679  |
| 5.   | Alberto Meira             | 6     | 5     | 2     | 7     | 8     | Ret   | 3     | Ret   | 633  |
| 6.   | Juan Ricardo Costoya      | 4     |       |       | 5     | 7     | 4     | 64    |       | 547  |
| 7.   | Víctor Senra              |       | 4     |       | 6     | 9     | 13    | 4     |       | 471  |
| 8.   | Javier Martínez Carracedo | 8     | 8     |       |       | 11    | 5     | 11    |       | 373  |
| 9.   | Roberto Torres            | 11    |       | 7     |       | 15    | 8     | 9     | 9     | 331  |
| 10.  | Santiago Cagiao           | Ret   | 7     |       |       | 6     |       | 6     |       | 325  |

### Grupo N
| Pos. | Piloto        |
| ---- | ------------- |
| 1.   | Alberto Meira |

### Copa Renault
| Pos. | Piloto        |
| ---- | ------------- |
| 1.   | Alberto Meira |

### Trofeo Driver Center
| Pos. | Piloto       |
| ---- | ------------ |
| 1.   | Martín Bello |